# 绒毛钟花蓼
绒毛钟花蓼（学名：Polygonum campanulatum var. fulvidum）为蓼科蓼属下的一个变种。

## 扩展阅读
- 維基物種上的相關：绒毛钟花蓼